# Poecilosomella aciculata
Poecilosomella aciculata är en tvåvingeart som beskrevs av Deeming 1969. Poecilosomella aciculata ingår i släktet Poecilosomella och familjen hoppflugor. Inga underarter finns listade i Catalogue of Life.